# 王克芬
王克芬（1927年4月—2018年7月7日），女，四川云阳人，中国舞蹈史研究专家。

## 生平
1927年4月1日生于四川省云阳县。父亲是清末秀才。她曾在家中私塾和云阳女子简易师范学校读书。
1941年至1944年在四川省万县高级师范学校学习。1944年冬参加地下党领导的抗敌演剧宣传队第六队。参加演出夏衍的《花烛之夜》、田汉的《丽人行》、吴祖光的《风雪夜归人》、根据高尔基原著改编的《夜店》等剧。1946年，她开始在戴爱莲先生的指导下进行专业舞蹈练习。1949年，她跟随丈夫张文纲由上海辗转去往天津，1952年又调到北京中央民族大学民族歌舞团，从事舞蹈表演和编舞工作。
1956年10月，中国艺术研究会正式成立了“中国古代舞蹈史研究小组”，其中吴晓邦任组长，欧阳予倩任艺术指导。王克芬在晓邦老师的劝说和帮助下，正式由中央民族歌舞团调入中国舞蹈艺术研究会，成为第一批组员，开始了舞蹈史研究生涯。她的第一项中心任务是查阅4.8万余首《全唐诗》，从中摘抄、分类、编辑、出版《全唐诗中的乐舞资料》。文化大革命期间遭到迫害。
改革开放后，王克芬累计发表了100多篇论文，先后创作、主编了20多部舞蹈学专著，多次获得国家级奖项。晚年还十分关心民族舞蹈的保护和传承。
2018年7月7日上午逝世，享年91岁。

## 荣誉
1980年，由人民音乐出版社出版的，王克芬编著的《中国古代舞蹈史话》，它比较系统地把中国从原始社会起直至最后一个封建王朝为止，对舞蹈艺术的产生、发展和沿革作了概括性介绍，是第一本中国古代舞蹈史。
1988年1月，王克芬被收入1987-1988年版的《国际名人录》，成为中国舞蹈史学界第一位载入该名人录的学者。
1992年，王克芬被评为国家有特殊贡献专家，享受国务院特殊津贴。2000年10月，获邀请在美国俄亥俄州邁阿密大學讲学，获美国中西部中国科技与文化交流协会“杰出艺术家贡献奖”。

## 出版物
| #  | 出版物                                | 担任工作             | 出版社             | 首版时间   |
| -- | ------------------------------------- | -------------------- | ------------------ | ---------- |
| 1  | 《全唐诗中的乐舞资料》                | 参与撰写             | 人民音乐出版社     | 1958年9月  |
| 2  | 《唐代舞蹈》                          | 参与撰写             | 上海文艺出版社     | 1980年     |
| 3  | 《中国古代舞蹈史话》                  | 编著                 | 人民音乐出版社     | 1980年1月  |
| 4  | 《中国古代舞蹈家的故事》              | 第一作者             | 人民音乐出版社     | 1983年6月  |
| 5  | 《中国舞蹈史：明清部分》              | 独著                 | 文化艺术出版社     | 1984年8月  |
| 6  | 《中国舞蹈史：隋唐五代部分》          | 独著                 | 示例               | 1987年2月  |
| 7  | 《中国古代舞蹈史话》日文版            | 独著                 | 外文出版社         | 1985年     |
| 8  | 《中国古代舞蹈史话》英文版            | 独著                 | 外文出版社         | 1985年     |
| 9  | 《中国古代舞蹈史话》法文版            | 独著                 | 外文出版社         | 1988年     |
| 10 | 《中国舞蹈发展史》                    | 独著                 | 上海人民出版社     | 1989年10月 |
| 11 | 《中华文明史》                        | 任编委，舞蹈学科主编 | 河北教育出版社     | 不適用     |
| 12 | 《隋唐文化》                          | 任编委               | 中华书局等         | 1990年11月 |
| 13 | 《20世纪中国舞蹈》                    | 合著，第一作者       | 青岛出版社         | 1992年12月 |
| 14 | 《佛教与中国舞蹈》                    | 合著，第一作者       | 天津人民出版社     | 1995年12月 |
| 15 | 《中国舞蹈史》                        | 合著，第一作者       | 文津出版社         | 1996年2月  |
| 16 | 《清代舞蹈的传承与变异》              | 合著，第一作者       | 北京舞蹈学院       | 1997年5月  |
| 17 | 《中国近现代当代舞蹈发展史1840-1996》 | 合编，第一作者       | 人民音乐出版社     | 1999年9月  |
| 18 | 《敦煌石窟全集·舞蹈卷》               | 独著                 | 香港商务印书馆     | 2001年10月 |
| 19 | 《中华舞蹈图史》（英汉对照）          | 独著                 | 文津出版社         | 2002年2月  |
| 20 | 《中国舞蹈发展史》                    | 独著                 | 上海人民音乐出版社 | 2004年9月  |
| 21 | 《解读敦煌：天上人间舞翩跹》          | 独著                 | 上海人民出版社     | 2007年7月  |
| 22 | 《萧管霓裳：敦煌乐舞》                | 合著，第一作者       | 甘肃教育出版社     | 2007年12月 |
| 23 | 《舞论：王克芬古代乐舞论集》          | 独著                 | 甘肃教育出版社     | 2009年10月 |
| 24 | 《中国舞蹈通史：隋唐五代卷》          | 独著                 | 上海音乐出版社     | 2010年12月 |
| 25 | 《中国舞蹈通史：明清卷》              | 独著                 | 上海音乐出版社     | 2010年12月 |
| 26 | 《戴爱莲纪念文集》                    | 合著，第一作者       | 岭南美术出版社     | 2011年11月 |
| 27 | 《舞论续集》                          | 独著                 | 中央民族大学出版社 | 2011年12月 |
| 28 | 《万舞翼翼：中国舞蹈图史》            | 独著                 | 中华书局           | 2012年1月  |
| 29 | 《日本史集中的唐乐舞考辨》            | 独著                 | 上海音乐出版社     | 2013年8月  |
| 30 | 《绿洲上的乐舞》                      | 合著，第一作者       | 甘肃教育出版社     | 2015年7月  |